# 新春街道 (长春市)
新春街道，是中华人民共和国吉林省长春市南关区下辖的一个街道办事处，范围东至亚泰大街与长通街道相接，南至长春大街与全安街道相连，西至大经路与自强街道毗邻，北至上海路与宽城区新发街道交界。

## 行政区划
新春街道下辖以下地区：
通顺社区、松竹梅社区、永长社区、永春社区和和平社区。